# Haus Höhne
Das Haus Höhne liegt im Stadtteil Serkowitz des sächsischen Radebeul, im Bergblick 2. Es ist benannt nach dem Radebeuler Baumeister und Architekten Alwin Höhne, der es 1926 für sich selbst errichtete. Das Gebäude ist ein „charakteristischer, traditionell gestalteter Wohnhausbau der 1920er Jahre, vor allem architekturgeschichtlich bedeutend“.

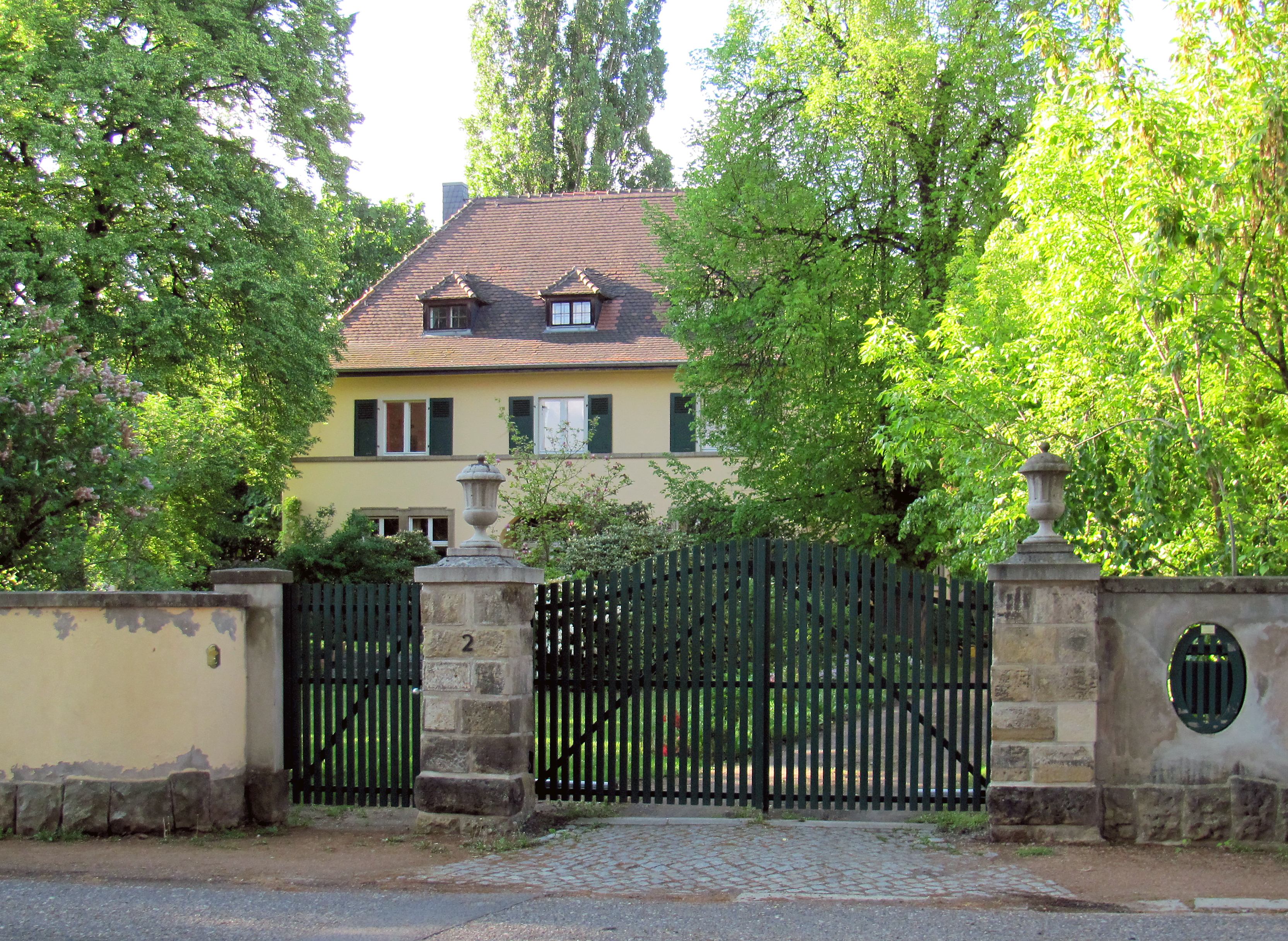
Haus Höhne mit Toranlage

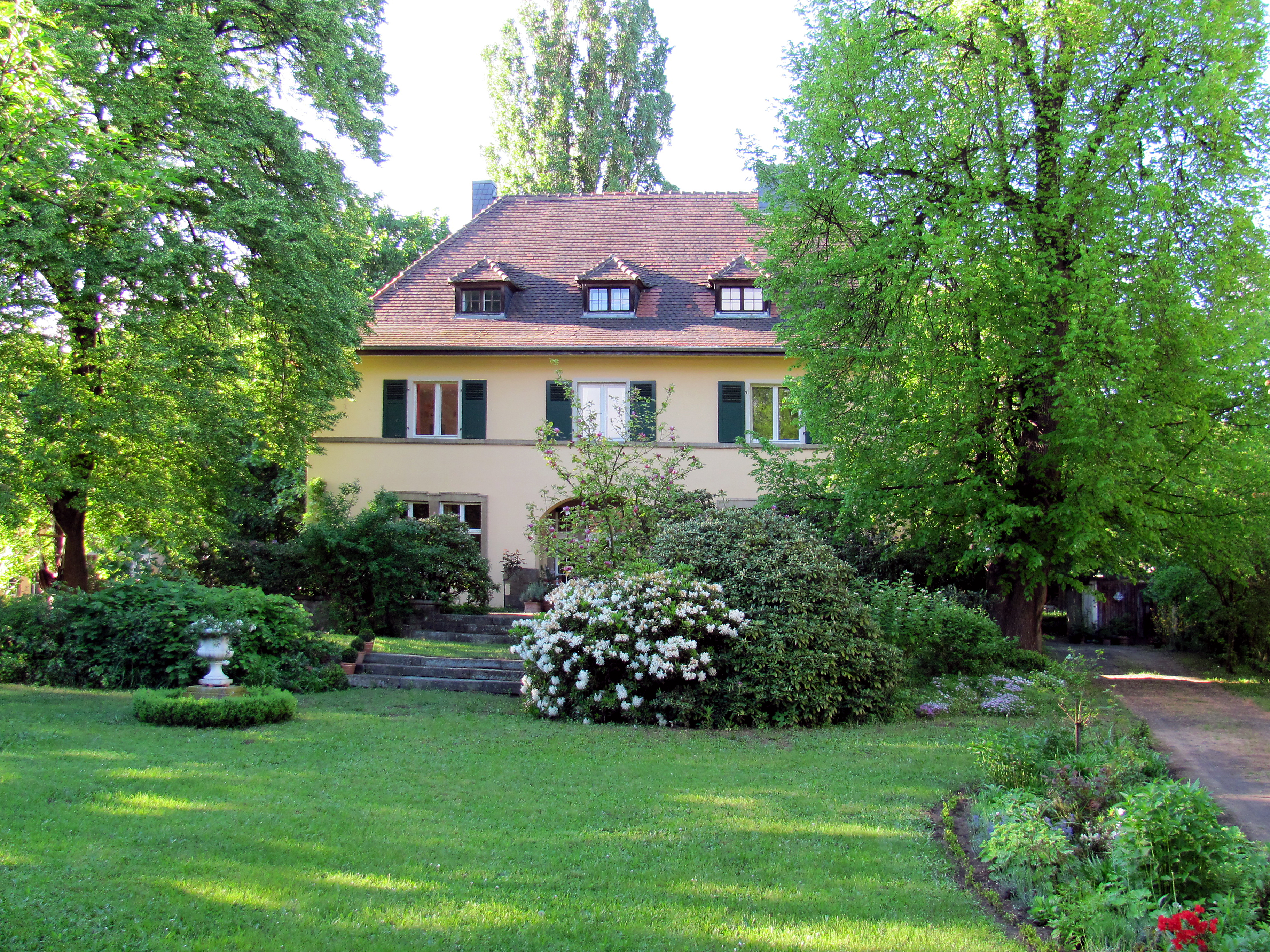
Garten zum Anwesen Haus Höhne

## Beschreibung
Die landhausartige, zusammen mit der Terrassierung, der Einfriedung mit Toreinfahrt sowie einem Brunnenhaus unter Denkmalschutz stehende Villa steht in einem weitläufigen Gartengrundstück. Der Putzbau mit Fensterbankgesims im Obergeschoss hat ein hohes Walmdach mit Walmgauben.
In der traufseitigen Gartenansicht nach Süden befinden sich ein zurückversetzter Gartenzugang in einer rundbogigen Nische sowie ein polygonaler, zweigeschossiger Eckerker auf der rechten Seite. Auf der Rückseite des Gebäudes steht der Eingangsvorbau, und in beiden Seitenansichten stehen jeweils eingeschossige Standerker.
Die Einfriedung erfolgt durch Mauern mit Holzzäunen, die Torpylone sind aus Sandstein mit Betonvasen obenauf.
Das „Grundstück mit einem der wenigen noch weitgehend unverfälscht erhaltenen Villengärten“ einschließlich Terrassierung und Bepflanzung gilt als „erhaltenswertes Beispiel der Gartenkunst seiner Zeit“ (Werk der Landschafts- und Gartengestaltung).